# Şehsuvar Sultan
Valide Şehsuvar Sultan o Şâh-Süvar Vâlide Sultan (en turco otomano: شهسوار سلطان‎, "coraje del Şah"; c. 1682 - 27 de abril de 1756) fue la consorte de posible origen circasiano del sultán otomano Mustafa II (r. 1695-1703) y Valide Sultan de su hijo Osman III, desde 1754 hasta su muerte en 1756. Şehsuvar fue una de las últimas Valide Sultan en portar el título como madre del sultán y fungir como directora del harén (r. 1754-1756).

## Vida
Şahsuvar Sultan nació en 1682 (posiblemente), en una rica familia circasiana o serbia; algunos historiadores aplican que su nombre original era María y que al llegar al harém imperial en Constantinopla recibió el nombre de Şahsuvar. Se convirtió en una de las tantas concubinas del sultán Mustafa, aunque algunos hechos y registros dicen que fue la segunda consorte justo después de Saliha Sultan. No tardo en darle un hijo, Osman III, nacido el 2 de enero de 1699, en el Palacio de Edirne . En 1702, Mustafa II le regaló dos brazaletes con rubíes y diamantes.
Tras el destronamiento del sultán Mustafa en los eventos de edirne, para que después esté fuera sucedido por su hermano Ahmed III, como nuevo sultán (r. 1703-1730), Şahsuvar fue enviado al Palacio Viejo de Estambul. Por otro lado, su hijo, Şehzade Osman fue trasladado al Palacio de Topkapi en Estambul junto con toda la corte.
El sultán Mahmud I, el primer hijo de Mustafa y el medio hermano mayor de Osman, este lo sucedió como sultán tras ocurrir los eventos y motín de Patrona Halil . Luego, tras el fallecimiento Mahmud, este fue sucedido por su medio hermano Osman, por lo que Şahsuvar, siendo ahora la madre del sultán reinante, se volvió la nueva Valide sultan .
Las Valides sultan solían ser transportadas al Palacio de Topkapi en carruajes cuando sus hijos llegaban al trono. Sin embargo, la sultana Şahsuvar fue llevada al palacio en un palanquín. El sultán, que hacía muchos años que no veía a su madre, ordenó que la ceremonia de ceñido de espada se celebrara pocos días después de la llegada de su madre al palacio.
En 1755, Şahsuvar logró convencer a su hijo de que no ordenara la ejecución del gran visir, Hekimoğlu Ali Pasha, que había sido encarcelado en Kız Kulesi . Esto resultó ser un ejemplo de influencia benéfica.

## Muerte
Şahsuvar Sultan falleció el 27 de abril de 1756 en el Palacio Topkapı tras un reinado de dos años como madre sultana (Valide Sultan), y fue enterrada en un mausoleo separado, ubicado en la Mezquita Nuruosmaniye, Çemberlitaş, Fatih, Estambul .

## Descendencia
Şahsuvar y el sultán Mustafa, juntos tuvieron dos hijos:
- Osman III (Palacio de Edirne, Edirne, 2 de enero de 1699 - Estambul, Turquía, 30 de octubre de 1757, enterrado en la Tumba de Turhan Sultan, Mezquita Nueva, Estambul). Fue el 25º Sultán del Imperio Otomano.
- Emetullah Sultan (1701-19 de abril de 1727). Se casó una vez y tuvo una hija.